# Zaletta aulonias
Zaletta aulonias är en insektsart som beskrevs av George Willis Kirkaldy 1907. Zaletta aulonias ingår i släktet Zaletta och familjen dvärgstritar. Inga underarter finns listade i Catalogue of Life.